# Neerpedebeek
Le Neerpedebeek, Pedebeek ou la Pede (à Anderlecht) est un ruisseau de Belgique, affluent de la Senne, donc sous-affluent de l'Escaut par la Dyle et le Rupel.

## Géographie
Il prend sa source à Tomberg (Lennik-Saint-Martin) à 63 m d'altitude. Il traverse le sud de la commune de Dilbeek, d'est en ouest (par Pede-Sainte-Gertrude et Pede-Sainte-Anne) puis entre dans la commune d'Anderlecht. Il longe un temps la rue de Neerpede, contourne le premier étang du Parc de la Pede, traverse le second, puis se perd dans le sous-sol pour aller se jeter dans la Senne, près de la Petite-Île, selon son tracé naturel, aujourd'hui contrarié par la canalisation.